# Metóxido
En química, los metóxidos son sales orgánicas, son los alcóxidos más simples.
En Química orgánica, el ion metóxido tiene la fórmula CH3O-, y es la base conjugada del metanol.
El metóxido de sodio, también conocido como metilato de sodio, es una polvo blanco cuando se encuentra puro.
Producir metóxido de sodio es peligroso, pues involucra H2 y grandes cantidades de calor. Adicionalmente, el producto obtenido es altamente tóxico. Por esta razón, debe considerarse seriamente la seguridad del diseño del equipamiento y lugar de trabajo antes de su uso. Así como también es necesario emplear ropa protectora y un respirador durante su manipulación. Debe crearse sólo la cantidad que se piensa emplear en el momento.
- Datos: Q3855704